# Подабація коркоподібна
Подабація коркоподібна (Podabacia crustacea) — вид коралових поліпів родини Fungiidae.

## Поширення
Це досить поширений корал, зустрічається на заході Тихого океану, в Індійському океані та Червоному морі на глибині до 20 м.

## Опис
Це рифоутворюючий корал, темно-коричневого забарвлення з сірими краями. Утворює колонії круглої форми, діаметром до 1 м. Живе у симбіозі з одноклітинними водоростями- зооксантелами.